# Gynoplistia (Gynoplistia) subimmaculata
Gynoplistia (Gynoplistia) subimmaculata is een tweevleugelige uit de familie steltmuggen (Limoniidae). De soort komt voor in het Australaziatisch gebied.